# The Corrs
The Corrs je bila irska glasbena skupina, ki je delovala med letoma 1990 in 2006.
Skupino so sestavljali brat in tri sestre družine Corr, Andrea (vokal, piščal); Sharon (violina, spremljevalni vokal); Caroline (tolkala, klavir, bodhrán, spremljevalni vokal) ter Jim (kitara, klavir, klaviature, spremljevalni vokal). Skupina izvira iz irskega mesta Dundalk, Co. Louth. Skupina je izvajala mešanico tradicionalne irske glasbe in rocka. 

## Diskografija

### Albumi
| Datum izida | Naslov                  |
| ----------- | ----------------------- |
| 1995        | Forgiven, Not Forgotten |
| 1997        | Talk on Corners         |
| 2000        | In Blue                 |
| 2004        | Borrowed Heaven         |
| 2005        | Home                    |

### Kompilacije
| Datum izida | Naslov                                |
| ----------- | ------------------------------------- |
| 2001        | Best of The Corrs                     |
| 2006        | Dreams: The Ultimate Corrs Collection |
| 2007        | The Works                             |
| 2011        | Original Album Series                 |

### Koncertni albumi
| Datum izida | Naslov                    |
| ----------- | ------------------------- |
| 1997        | The Corrs – Live          |
| 1999        | The Corrs Unplugged       |
| 2002        | The Corrs, Live in Dublin |

## Turneje in ostalo

### Turneje
- Forgiven, Not Forgotten World Tour (1996–1997)
- Talk On Corners Tour (1997–2000)
- In Blue Tour (2000–2001)
- Borrowed Heaven Tour (2004)
- The Corrs: In Concert

### Video
- The Corrs Live In Germany 1998
- The Corrs Live At the Royal Albert Hall
- The Corrs Live at Lansdowne Road
- The Corrs Unplugged
- The Best of The Corrs
- The Corrs Live in London
- All the Way Home/Live in Geneva